# Viktor Vasil'evič Proskurjakov
Viktor Vasil'evič Proskurjakov (in russo  Виктор Васильевич Проскуряков?; Svobodnyj, 9 aprile 1955 – Mosca, 17 maggio 1986) è stato un ingegnere sovietico. Operava come ingegnere presso la centrale nucleare di Černobyl' nella notte del disastro di Černobyl', il 26 aprile 1986.

## Biografia
Viktor Vasil'evič Proskurjakov nacque il 9 aprile 1955 nella città di Svobodnyj, Oblast' dell'Amur. Ha iniziato la sua carriera nella centrale nucleare di Chernobyl nel 1982 come giovane specialista dopo essersi diplomato all'Università Politecnica di Tomsk. Ammesso alla posizione di operatore della sala centrale dell'officina del reattore, in quattro anni è stato promosso fino a diventare ingegnere di controllo del reattore.
La notte del 26 aprile 1986, nelle prime ore, Viktor prese parte alla liquidazione dell'incidente, all'ispezione dell'apparecchiatura del compartimento del reattore 4, alla fornitura di misure per localizzare l'incidente e prevenirne la diffusione, ricevendo un elevato numero di radiazioni ionizzanti. Viktor morì il 17 maggio 1986 per malattia acuta da radiazione al 6º ospedale clinico di Mosca.